# Andrea Moletta
Andrea Moletta (* 23. Februar 1979 in Cittadella) ist ein ehemaliger italienischer Radrennfahrer.
Andrea Moletta fuhr von 2005 bis 2008 bei dem deutschen UCI ProTeam Gerolsteiner. Er kam in erster Linie als Helfer für die Eintagesklassiker ins Team, und er half zum Beispiel Fabian Wegmann zu dessen Sieg beim Grand Prix San Francisco im Jahre 2005. Seine größten Erfolge sind ein Etappensieg bei der Friedensfahrt 2003, damals noch im Trikot von Mercatone Uno, ein dritter Platz beim Giro del Friuli 2004, damals im Trikot vom Team Barloworld, und ein zweiter Platz beim Gran Premio Miguel Induráin 2005, hinter seinem Mannschaftskollegen Wegmann.
Am 21. Mai 2008 wurde der Vater von Andrea Moletta von der Guardia di Finanza, die in Italien für Dopingvergehen zuständig ist, kontrolliert und vernommen. Daraufhin wurde Moletta, der zu diesem Zeitpunkt den Giro d’Italia 2008 für das Team Gerolsteiner bestritt, aus dem Rennen genommen.

## Erfolge
2003
- eine Etappe Friedensfahrt

2004
- 3. Platz Giro del Friuli

2005
- 2. Platz Gran Premio Miguel Induráin

## Teams
- 2001 Fassa Bortolo (Stagiaire)
- 2003 Mercatone Uno-Scanavino
- 2004 Barloworld
- 2005 Team Gerolsteiner
- 2006 Team Gerolsteiner
- 2007 Team Gerolsteiner
- 2008 Team Gerolsteiner
- 2009 Miche